# Nobujoši Araki

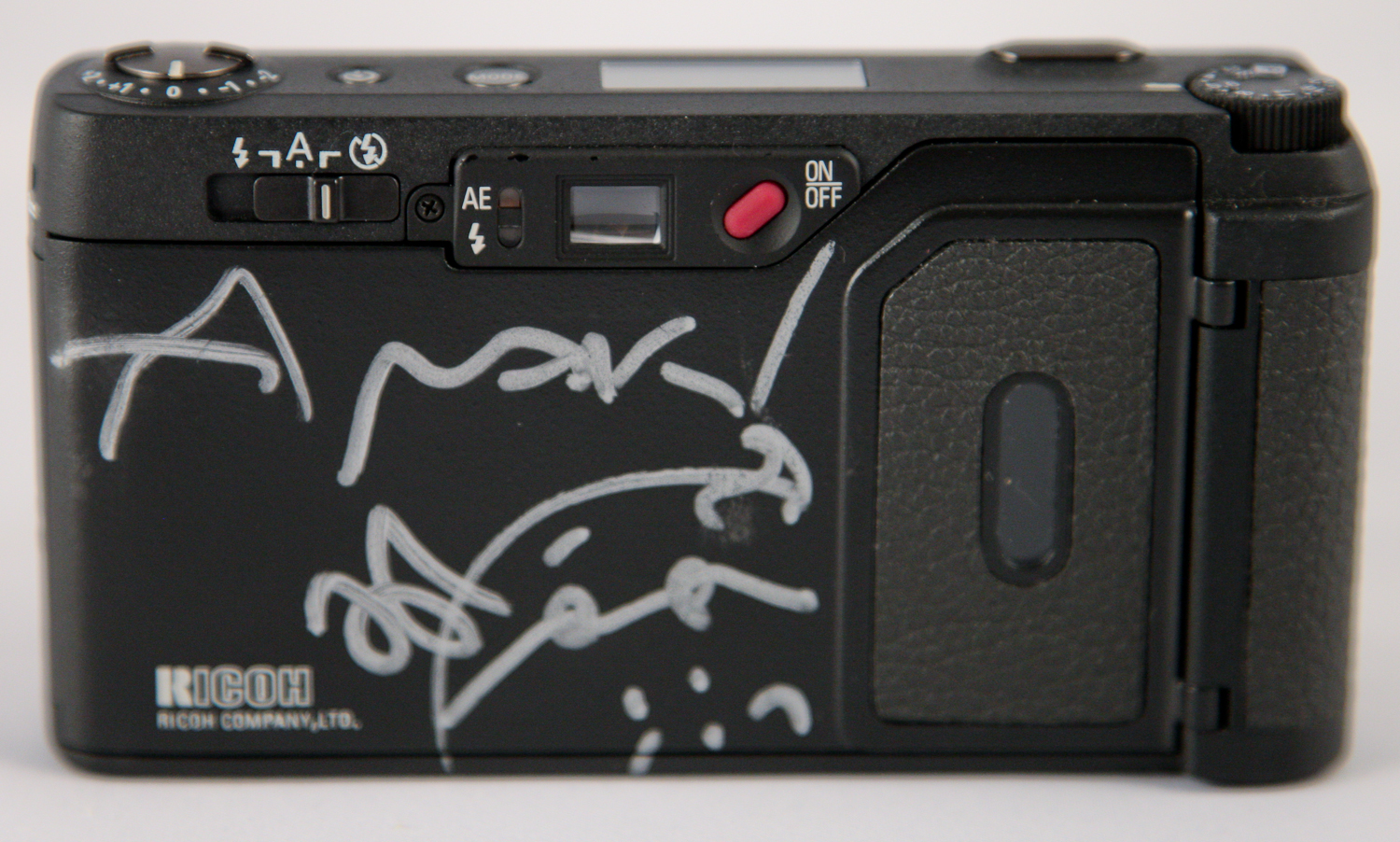
Fotoaparát Ricoh podepsaný Arakim

Nobujoši Araki (japonsky 荒木 経惟, Araki Nobujoši; * 25. května 1940 Tokio) je japonský fotograf a současný umělec. Je také známý pod přezdívkou Araki (アラーキー, Arákí).

## Život a dílo
Araki vystudoval fotografii na vysoké škole, pak pracoval v reklamní agentuře Dencu, kde potkal svou budoucí manželku, esejistku Joko Araki (荒木阳子). Po svatbě vydal Araki knihu fotografií ze svatební cesty s názvem Sentimental Journey (Sentimentální cesta). Jeho žena zemřela v roce 1990. Fotografie jejích posledních dní byly publikovány v knize s názvem Winter Journey (Zimní cesta). Po zveřejnění více než 350 knih (toto číslo se dále zvyšuje) je Araki považován za jednoho z nejvýznamnějších umělců nejen v Japonsku, ale i na celém světě. Mnohé z jeho fotografií jsou erotické, některé jsou označovány za pornografické.
Islandská zpěvačka Björk Arakiho práci velmi obdivuje, a posloužila mu jako model. Na její žádost fotografoval Araki obal pro její album Telegram v roce 1997.
V devadesátých letech dvacátého století spolupracoval na knižních projektech s americkou fotografkou Nan Goldinovou.
Arakiho život a dílo byly v roce 2005 předmětem filmu Arakimentari od režiséra Travise Klose. Hrají v něm sám Araki i Björk.
Jeho díla jsou součástí sbírek v četných muzeích včetně Tate Gallery a San Francisco Museum of Modern Art.

## Ceny a ocenění
- 1991 – Cena Higašikawa

## Publikace (výběr)
- Nobujoši Araki: Self, Life, Death. Phaidon Press, New York 2005, ISBN 0-7148-4555-8